# Casa de la Villa
La Casa de la Villa è un edificio del 1692 che si trova nella Plaza de la Villa lungo la calle Mayor di Madrid.  L'edificio è stato sede del Ayuntamiento de Madrid fino al 2008, quando gli uffici sono stati trasferiti nel Palacio de Cibeles, e oggi è utilizzata per eventi ufficiali e ricevimenti.
L'edificio è stato rimaneggiato nel 1789 da Juan de Villanueva, che ha aggiunto il colonnato che si affaccia sulla via principale, in modo da permettere ai reali di assistere alla processione del Corpus Domini.